# Rhythm Paradise
Rhythm Paradise, känt som Rhythm Heaven i Nordamerika och Rhythm Tengoku Gold i Japan, är ett rytmspel som utvecklats och publicerades av Nintendo till Nintendo DS. Det är det andra spelet i Rhythm Paradise-serien, efter Rhythm Tengoku till Game Boy Advance, och det första som släpptes utanför Japan. Spelet släpptes i Japan juli 2008, i Nordamerika april 2009 och i Europa maj 2009. Det är efterföljd av Beat the Beat: Rhythm Paradise till Wii och Rhythm Paradise Megamix till Nintendo 3DS.